# ФК Победа Држина
ФК Победа је српски фудбалски клуб из Држине код Пирота. Основан је 1964. године. Игра у Окружној Лиги Пирота. Стадион на коме игра се зове - Радивоје Здравковић Бас.

## Позиције у Лиги[1]
| Лига                 | Позиција на табели | Број бодова | Сезона    |
| -------------------- | ------------------ | ----------- | --------- |
| Општинска Лига Пирот | Трећи              | 36          | 2009/2010 |
| Општинска Лига Пирот | Други              | 33          | 2010/2011 |
| Општинска Лига Пирот | Осми               | 12          | 2011/2012 |
| Општинска Лига Пирот | Седми              | 11          | 2012/2013 |
| Општинска Лига Пирот | Осми               | 23          | 2013/2014 |
| Општинска Лига Пирот | Трећи              | 41          | 2014/2015 |
| Општинска Лига Пирот | Шести              | 19          | 2015/2016 |
| Општинска Лига Пирот | Шести              | 31          | 2016/2017 |
| Општинска Лига Пирот | Пети               | 42          | 2017/2018 |
| Општинска Лига Пирот | Осми               | 28          | 2018/2019 |
| Општинска Лига Пирот | Први               | 19          | 2019/2020 |
| Окружна лига Пирот   |                    |             | 2020/2021 |

Након 22. године са 6 победа и 1 нерешеном утакмицом Фк. Победе Држина напокон улази у Окружној Лиги Пирота.

## Тренутни састав
| Бр. |        | Позиција | Играч                 |
| --- | ------ | -------- | --------------------- |
| 1   | Србија | Г        | Милош Антић           |
| 2   | Србија | О        | Ненад Милошев         |
| 3   | Србија | О        | Жељко Панчић          |
| 4   | Србија | О        | Ненад Станојевић      |
| 5   | Србија | О        | Бојан Вељковић        |
| 6   | Србија | О        | Дејан Старчевић       |
| 7   | Србија | С        | Александар Костић     |
| 8   | Србија | Н        | Марко Живковић        |
| 9   | Србија | Н        | Марио Дурмишевић      |
| 10  | Србија | Н        | Драгиша Красић        |
| 11  | Србија | Н        | Љуба Кочић            |
| 12  | Србија | Г        | Данило Костић         |
| 13  | Србија | Н        | Александар Потић      |
| 15  | Србија | О        | Миљан Лазаревић       |
| 17  | Србија | О        | Божидар Џунић         |
| 18  | Србија | Н        | Давид Алић            |
| 23  | Србија | С        | Иван Ранчић (капитен) |
|     |        |          |                       |